# Citocromo b
El citocromo b es la subunidad principal de los complejos transmembrana b6f y bc1 que forman parte de la cadena respiratoria de eucariotas y procariotas aerobios.

## Función
En las mitocondrias de los eucariotas y en los procariotas aeróbicos, el citocromo b es un componente del complejo III de la cadena respiratoria , también conocido como complejo bc1 o ubiquinol-citocromo c reductasa. En los cloroplastos y cianobacterias, existe una proteína análoga llamada citocromo b6, un componente de la plastoquinona-plastocianín reductasa , también conocida como complejo b6f. Estos complejos se encuentran involucrados en el transporte de electrones y la generación de ATP y por lo tanto juegan un rol vital en las células.

## Estructura
Los citocromos b/b6 son proteínas integrales de membrana de aproximadamente 400 residuos de aminoácidos que probablemente comprenden 8 segmentos transmembrana. En plantas y cianobacterias, el citocromo b6 se encuentra formado por dos subunidades codificadas por los genes petB y petD. Los citocromos b/b6 poseen dos grupos hemo unidos en forma no covalente, conocidos como b562 y b566. Se ha postulado que los ligandos de los átomos de hierro en estos grupos hemo son cuatro residuos de histidina altamente conservados.

## Utilidad en filogenética
La región del ADN mitocondrial que codifica para el citocromo b es comúnmente utilizada para determinar las relaciones filogenéticas entre organismos sobre la base de la variabilidad de su secuencia. Es considerada la más útil para determinar relaciones entre familias y géneros. Los estudios comparativos que involucran al citocromo b han resultado en nuevos esquemas de clasificación y han sido utilizados para asignar las nuevas descripciones de especies a los géneros conocidos, como así también para profundizar la comprensión de las relaciones evolutivas.

## Importancia clínica
En pacientes humanos, las mutaciones en el citocromo b resultan primariamente en intolerancia al ejercicio, aunque se han informado también patologías multisistémicas severas mucho más raras.
Algunas mutaciones puntuales en el gen de citocromo b de Plasmodium falciparum y de Plasmodium berghei se relacionan con la resistencia a la droga antimalárica atovaquona.

## Genes humanos
Los genes humanos que codifican para proteínas citocromo b incluyen a:
- CYB5A – citocromo b5 tipo A (microsomal)
- CYB5B – citocromo b5 tipe B (membrana mitocondrial externa)
- CYBASC3 – citocromo b, dependiente de ascorbato 3
- MT-CYB – citocromo b codificado en mitocondria